# إنيغو (إيطاليا)

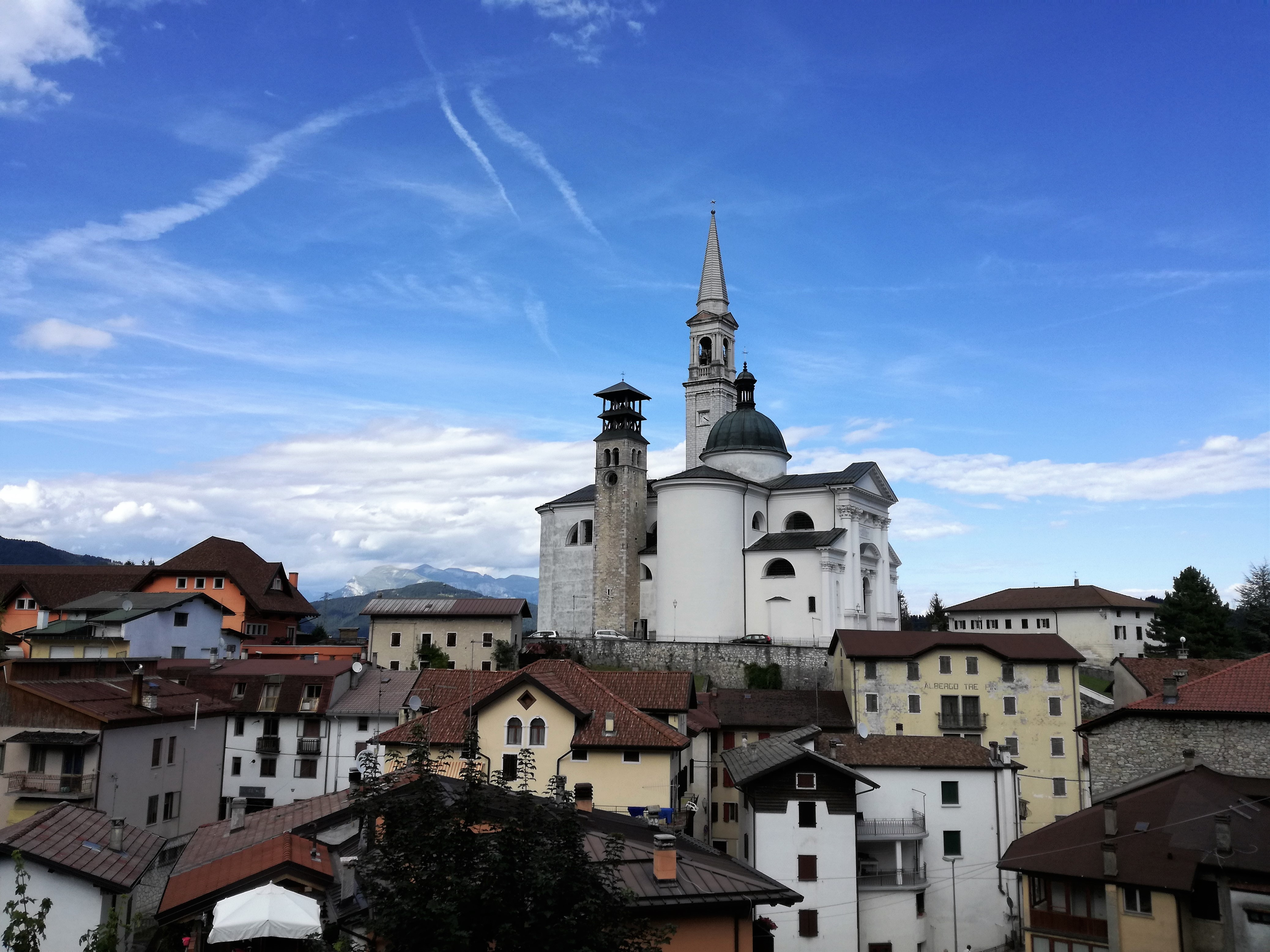
دومو إنيغو.

إنيغو ( بالإيطالية: Enego) هي بلدة وبلدية في مقاطعة فيتشنزا، فينيتو ، شمال شرق إيطاليا. وتقع غرب طريق الدولة SS47.
كانت ذات يوم مقرًا لقلعة تستخدمها عائلة إيزيلينو، وقد هُدمت الآن. جسر بونتي فالغادينا هو أعلى جسر في إيطاليا، والثالث في أوروبا، ويبلغ طوله 282 متر (925 قدم). ويبلغ ارتفاعه 175 متر (574 قدم) قدمًا).